# Somália nos Jogos Olímpicos de Verão de 2000
A Somália participou dos Jogos Olímpicos de Verão de 2000 em Sydney, Austrália.